# 주낙영
주낙영(朱洛榮, 1961년 6월 26일~)은 대한민국의 공무원, 정치인이다. 제9대 경상북도 행정부지사를 역임했고, 제33·34대(민선 7·8기) 경주시장이다. 
1961년에 경상북도 월성군 내남면 이조리에서 태어났다. 오천초등학교, 능인고등학교, 성균관대학교 행정학과를 졸업했다. 1985년 제29회 행정고시에 합격하여 경상북도청과 행정안전부에서 공무원으로 근무하며, 경상북도 행정부지사와 지방행정연수원 원장을 역임했다. 2018년과 2022년 지방선거에서 경주시장으로 당선되었다.

## 학력
- 오천초등학교 졸업
- 능인고등학교 졸업
- 성균관대학교 행정학 학사
- 서울대학교 행정대학원 행정학 석사
- 아이오와 대학교 대학원 도시계획학 석사
- 경북대학교 대학원 행정학 박사

## 경력
- 1985년 제29회 행정고시 합격
- 1987년~1996년 경상북도청 방역계장, 환경관리계장, 홍보계장
- 1996년 경상북도공무원교육원 교학과 과장
- 1997년 경상북도청 비서실 실장
- 2002년 경상북도 상주시 부시장
- 2003년 경상북도청 경제통상실 실장
- 2006년 4월: 행정자치부 균형발전기획관
- 2008년 3월: 대통령 행정자치비서관실 선임행정관
- 2009년 7월: 주뉴욕총영사관 부총영사
- 2012년 9월: 대통령소속 지방분권지원단장
- 2012년 12월: 행정안전부 제도정책관
- 2013년 4월~2015년 8월: 경상북도 행정부지사
- 2015년 8월~2017년 2월: 지방행정연수원 원장
- 2018년 7월~: 제33·34대 경상북도 경주시장
- 2018년 11월 2일 일본 명예시민증 수여받음

## 가족
- 아버지: 주흥탁(朱興鐸,~2005년)
- 어머니: 풍산 홍씨 홍매리(~2021년 7월 25일)
  - 형제: 주병대, 주낙형
  - 배우자: 김은미(1961년~) - 1987년 결혼
    - 자녀: 1남 1녀

## 역대 선거 결과
|  | 34.99% |

|  | 78.86% |